# Dorothea Hochleitner
Dorothea Hochleitner, detta Thea (Bad Gastein, 10 luglio 1925 – Kufstein, 11 maggio 2012), è stata una sciatrice alpina austriaca.

## Palmarès

### Olimpiadi invernali
- Bronzo a Cortina d'Ampezzo 1956 nello slalom gigante.